# Parti des femmes biélorusses « Nadzieia »
Le parti des femmes biélorusses « Nadzieia » (en biélorusse : Беларуская партыя жанчын «Надзея») (en français « Espoir ») est un parti politique en Biélorussie qui s'oppose à l'administration du président Alexandre Loukachenko. Lors des élections législatives tenues du 13 au 17 octobre 2004, le parti n'a obtenu aucun siège. Il a été créé en 1994. La cheffe du parti est Alena Jaśkova.
Le 11 octobre 2007, la Cour suprême de Biélorussie ordonne la dissolution du Parti des femmes biélorusses « Nadzieia ».